# 張國常
張國常（?—?），甘肅省蘭州府皋蘭縣人，清朝政治人物、進士出身。
光緒三年（1877年），参加丁丑科殿試，登進士二甲第106名。同年五月，分部學習，后主讲兰山书院二十多年。有子張林焱，著有《听月山房诗文集》、《土司蕃族考》，编有《甘肃忠义录》、《重修皋兰县志》。